# Afonso de Albuquerque

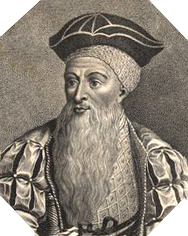
Retrat d'Alfonso de Albuquerque.

Afonso de Albuquerque (Alhandra, Portugal, 1453 – Goa, Índia, 16 de desembre de 1515), anomenat El Gran, César d'Orient, Lleó dels mars, El Terrible o el Mart Portuguès, va ser un cèlebre almirall i conqueridor portuguès. Va ser un dels fundadors del poder colonial portuguès, ja que va expandir i va consolidar amb una administració exemplar les seves possessions a l'Orient.
Es va educar a la cort d'Alfons V de Portugal. El 1480 va partir en una esquadra per socórrer a Ferran de Nàpols, que estava sent atacat pels turcs, i el 1486 en una altra per a la defensa de la fortalesa de Graciosa, al costat de la ciutat de Larraix. El 1476 va acompanyar a Joan II en la guerra amb Castella. El 1503, amb tres naus cadascú, parteix cap a l'Índia amb el seu cosí Francisco de Albuquerque, participant en diverses batalles i establint relacions amb Colombo. Manuel II el va enviar novament a l'Orient acompanyat de Tristão da Cunha per prendre possessió del càrrec de virrei de les Índies el 1509, en substitució de Francisco de Almeida, qui va refusar de lliurar-li el comandament i el va tancar tres mesos a la fortalesa de Cananaor a Malayaban.
Una vegada alliberat i en possessió del seu càrrec, va tractar de conquerir Calicut sense èxit, encara que sí que va aconseguir de prendre possessió de Goa el 1510, convertint-la en capital de les Índies Portugueses. Va conquerir Ceilan i Malaca, gràcies a la qual cosa va aconseguir sotmetre nombroses illes malaies, entre elles Java i Sumatra. El 1513 va bombardejar Aden i va penetrar a la mar Roja, essent el primer europeu que ho va fer, al comandament d'una esquadra de guerra. Va iniciar contactes per aliar-se amb el negus d'Abissínia i va formular l'ambiciós projecte de desviar el Nil cap a la mar Roja per tal d'anul·lar la competència de Suez als ports indis controlats per Portugal. Des del 1514 es dedica a la diplomàcia, signant la pau amb Calicut i enriquint Goa, on va tractar de crear una raça propiciant matrimonis de portuguesos amb indígenes. Després de la seva mort el seu cos va ser enterrat al convent de Nossa Senhora da Graça dels Religiosos Eremites de Santo Agostinho da corte.
Va deixar un fill natural, Blas de Albuquerque, que va narrar la vida del seu pare a l'obra Comentarios do Grande Afonso de Albuquerque. Luís de Camões va celebrar les seves empreses a Os Lusíadas.
Afonso de Albuquerque és reconegut com un geni militar per l'èxit de la seva estratègia d'expansió: procurà tancar tots els pasos navals cap a l'Índic —a l'Atlàntic, el mar Roig, el golf Pèrsic i l'oceà Pacífic— construint una cadena de fortaleses en punts clau per transformar aquell oceà en un mare clausum portuguès, sobreposant-se al poder dels otomans, àrabs i els seus aliats hindús.
Destacà tant a l'hora de la lluita en les batalles com pels molts contactes diplomàtics que establí. Nomenat governador després d'una llarga carrera militar al nord d'Àfrica, en tan sols sis anys i amb una força militar mai superior als quatre mil homes aconseguí establir la capital de l'Índia Portuguesa a Goa; conquerir Malaca, punt més oriental del comerç a l'Índic; arribar a les ambicionades "Ilhas das especiarias", les illes Moluques; dominar Ormuz, l'entrada al golf Pèrsic; i establir contactes diplomàtics amb nombrosos regnes de l'Índia, Etiòpia, Siam, Pèrsia i fins a la Xina. Aden seria l'únic punt estratègic sobre el qual no aconseguí el domini, tot i que liderà la primera flota europea que navegà pel mar Roig, remuntant l'estret de Bab-el-Màndeb. Poc abans de morir fou agraciat amb el títol de virrei i "Duc de Goa" pel rei D. Manuel I. Fou el segon europeu en fundar una ciutat a Àsia després d'Alexandre el Gran.

## Primers anys
Afonso de Albuquerque nasqué a Alhandra, als afores de Lisboa, el 1453. Fou el segon dels quatre fills de Gonçalo de Albuquerque, senyor de Vila Verde dos Francos, i de D. Leonor de Meneses, filla de D. Álvaro Gonçalves de Ataíde, comte d'Atouguia. Descendia per via natural de la família reial portuguesa a través del seu pare. Fou educat en matemàtiques i en llatí clàssic a la cort de D. Afonso V, on cresqué i es feu amic del príncep D. João, futur rei.
Afonso de Albuquerque serví deu anys al nord d'Àfrica, on guanyà experiència militar: el 1471 acompanyà Alfons V en les conquestes de Tànger, Anafé i Arcila, on passà diversos anys com a oficial de la guarnició. El 1476 acompanyà al príncep D. João en les guerres contra el Regne de Castella, havent participat en la batalla de Toro. Participà en l'esquadra enviada el 1480 en ajuda de Ferran el Catòlic per evitar l'avanç dels turcs per la península Itàlica i que acabaria amb la victòria cristiana el 1481.
El 1481, quan el príncep D. João ascendí al tron com a D. João II, Albuquerque tornà a Portugal i fou nomenat cap de cavalleria. El 1489 tornà al servei al nord d'Àfrica, on comandà la defensa de la fortalesa de la Graciosa, situada a l'illa que el riu Luco forma al costat de la ciutat de Larraix i el 1490 formà part de la guàrdia de D. João II. El 1495 tornà a Arzila, on el seu germà petit, Martim, morí combatent al seu costat.

### Primera expedició a l'Índia, 1503
Quan el nou rei D. Manuel I de Portugal accedí al tron mostrà certa reticència cap a Afonso de Albuquerque, íntim del temut D. João II. El 6 d'abril de 1503, amb una llarga carrera militar al darrere, Afonso de Albuquerque fou enviat en la seva primera expedició a l'Índia amb el seu cosí Francisco de Albuquerque, comandant tres naus en les quals hi havia Duarte Pacheco Pereira i Nicolau Coelho. Participaren en diverses batalles contra Calicut, en què garantiren la seguretat al tron al raja de Kochi. A canvi dels serveis reberen els permisos per construir una fortalesa portuguesa a Kochi, que seria el primer assentament europeu a l'Índia i el punt de partida per a l'expansió de l'imperi d'Orient.

### Segona expedició a l'Índia, 1506

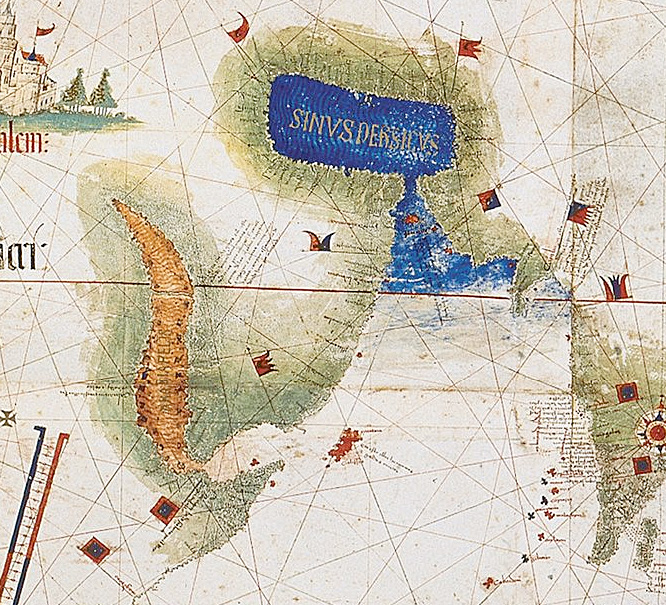
Mapa de 1502 representant el mar Roig i l'illa de Socotra (en vermell), al golf Pèrsic (blau) amb l'estret d'Ormuz (detall del planisferi de Cantino).

Albuquerque va tornar a casa el juliol de 1504 i va ser rebut pel rei Manuel I de Portugal. A principis de 1506, després de participar en l'establiment d'una estratègia per l'anada cap a Orient, el rei li confià una esquadra de cinc vaixells dins l'armada de setxe vaixells dirigida per Tristão da Cunha amb destinació cap a l'Índia. Hi anaven amb l'objectiu de prendre Socotra i allà iniciar la construcció d'una fortalesa amb l'esperança de comerciar amb el mar Roig.
Afonso de Albuquerque hi anava com a capità major (capitão-mor) de la costa d'Aràbia i fins a Moçambic havia d'anar sota la bandera de Tristão da Cunha. Portava una carta amb una missió secreta, ordenada pel rei, en la qual una vegada complerta la primera missió havia de substituir al virrei D.Francisco de Almeida, que finalitzaria el mandat dos anys després. Abans de marxar legitimà un fill natural nascut el 150, de nom Braz, i va fer testament.

#### Presa de Socotra i Ormuz al golf Pèrsic
El 6 d'abril de 1506 les dues armades partiren de Lisboa. Afonso de Albuquerque pilotava el seu propi vaixell perquè el pilot designat desaparegué poc abans de la partida. A l'illa Juan de Nova, al canal de Moçambic es trobaren amb João da Nova tornant de l'Índia, que hivernava allà després de patir un esvoranc al casc del vaixell Frol de la mar. Albuquerque el rescatà i nau s'uní a la seva flota. Des de Malindi Tristão da Cunha envià una expedició portuguesa a Etiòpia, que es creia més propera al que realment estava, i en la que hi havia el pare João Gomes, João Sanches i el tunesí Sid Mohammed, però en no poder-hi arribar van fer cap a Socotra, des d'on Afonso de Albuquerque se les empescà per embarcar-los a Filuk. Després d'una sèrie d'atacs amb èxit a les ciutats àrabs de la costa oriental africana, van conquerir Socotra l'agost de 1507, iniciant la construcció d'una fortalesa, que quatre anys després seria abandonada per la seva ineficàcia a l'hora de controlar l'entrada al mar Roig, passant a ser Aden un millor indret.
A Socotra els camins dels dos capitans se separaren: Tristão da Cunha partí cap a l'Índia, anant a donar suport als portuguesos assetjats a Cannanore; Afonso de Albuquerque navegà amb una flora de sis vaixells i cinc-cents homes rumb a l'illa d'Ormuz, al golf Pèrsic, un dels centres claus en el comerç a Orient. De camí conqueriren les ciutats de Curiate (Kuryat), Mascat i Corfacão, acceptant la submissió de les ciutats de Kālhāt i Suhar. El capità del Frol de la mar, João da Nova, volia seguir immediatament cap a l'Índia i s'oposà a Albuquerque, que volia anar a Aràbia per aconseguir subministraments que li permetessin conquerir Ormuz. Afonso de Albuquerque l'agafà, però acabà perdonant-lo.
El 25 de setembre de 1507 arribaren a Ormuz precedits d'una temible reputació i ràpidament es feren amb l'illa, el rei de la qual acceptà convertir-se en tributari del rei de Portugal. Pocs dies després arribà un enviat de Pèrsia que anava a exigir el pagament del tribut al xa Ismaïl I. L'emissari persa se'n tornà cap a casa amb la resposta que el tribut no seria més que balen de canó i armes, començant així la connexió entre Albuquerque i el xa Ismaïl I, fundador de l'Imperi Safàvida.

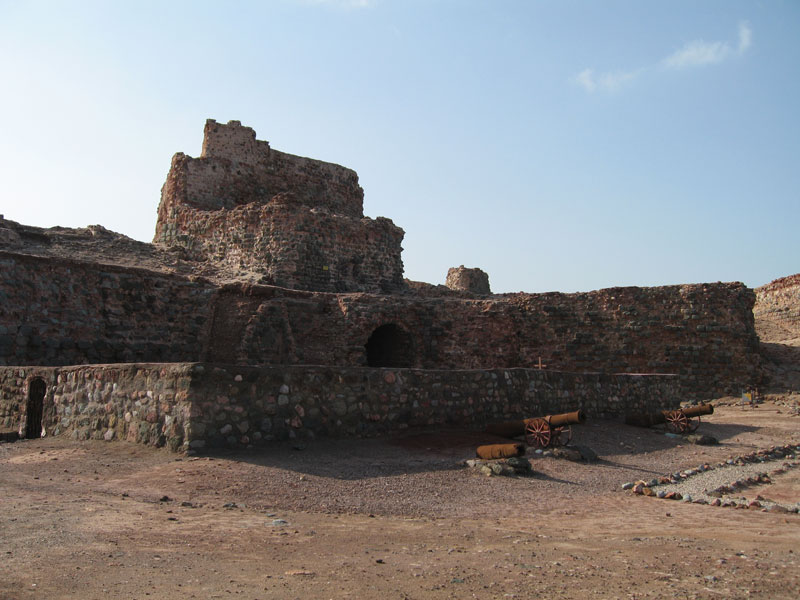
Fortalesa de Nostra Senyora de la Concepció d'Ormuz, runes a l'illa de Gerun.

De resultes de l'acord amb el xa d'Ormuz, Albuquerque començà immediatament la construcció de la Fortalesa de Nostra Senyora de la Victòria a Ormuz. La primera pedra es col·locà el 24 d'octubre, amb els homes d'Albuquerque participant en els treballs de construcció. Amb tot, després del desafiament cada vegada major dels seus capitans, que es lamentaven del dur treball i en condicions difícils, diversos vaixells marxaren cap a l'Índia. Amb la flota reduïda a dos vaixells i sense subministraments, Afonso de Albuquerque es veu obligat a sortir d'Ormuz l'abril de 1508. Tornà a Socotra, on trobà la guarnició portuguesa passant gana. Per ajudar-los i reabastir l'assentament assaltà vaixells musulmans a la ciutat de Kālhāt. Tornà de nou a Ormuz, per continuar tot seguit cap a l'Índia.

#### Detingut a Cannanore, 1509
Albuquerque va arribar a Cannanore, a la Costa Malabar, el desembre de 1508. Allà immediatament va obrir davant el virrei Francisco de Almeida la carta segellada que havia rebut del rei, en què se'l nomenava governador. El virrei, al costat del qual hi havia els oficials que havien abandonat a Albuquerque a Ormuz, va llegir l'ordre, però refusà cedir el càrrec, protestant perquè el seu càrrec acabava el gener i perquè volia venjar la mort del seu fill, produïda contra els mamelucs de Mirocem. Afonso de Albuquerque va obeir sense enfrontar-se a Francisco de Almeida i es va traslladar a Kochi, tot esperant instruccions des de Portugal, i pagant la seva comitiva de la pròpia butxaca. Cada vegada més aïllat, en saber de l'arribada a l'Índia de Diogo Lopes de Sequeira el va escriure perquè intercedís, però no li feu cas i es va unir al virrei. Alhora, Albuquerque refusava els plantejaments dels qui el desafiaven a prendre el poder.
El 3 de febrer de 1509 Francisco de Almeida va lliurar la batalla de Diu contra una flota conjunta dels mamelucs, otomans, el zamorin de Calicut i el sultà de Gujarat, en el que era una venjança personal per la mort del seu fill Lourenço d'Almeida en la batalla de Chaul. La seva victòria fou determinant: otomans i mamelucs egipcis abandonaren les aigües de l'Índic, permetent el domini portuguès durant més de 100 anys. A l'agost, després d'una denúncia presentada per ex oficials d'Albuquerque i amb el suport de Diogo Lopes de Sequeira, en què se'l considerava no apte pel govern, va ser enviat sota custòdia en un vell vaixell a la fortalesa de Santo Ângelo de Cannanore. Allà va romandre sota el que ell considera el seu empresonament. El setembre de 1509 Diogo Lopes de Sequeira va avançar en la missió d'establir contacte amb el sultà de Malaca, però va fracassar, deixant rere seu 19 presos portuguesos.

## Governador de l'Índia Portuguesa, 1509-1515
L'octubre de 1509 arribà a Cannanore el Mariscal del Regne, D. Fernando Coutinho, amb la qual cosa Albuquerque fou posat en llibertat després de tres mesos de confinament. Coutinho fou el fidalgo del regne més important que mai s'hagués desplaçat per l'Índic, era parent d'Afonso de Albuquerque i anava acompanyat per una flota de quinze vaixells i 3.000 homes enviada pel rei per defensar els seus drets i prendre Calicut. El 4 de novembre Albuquerque inicià el seu govern com a segon governador de l'Índia, càrrec que mantindria fins a la seva mort.
Afonso de Albuquerque pretenia construir fortaleses als punts estratègics de la costa, capaces de ser abastides per mar, per així dominar el món musulmà i controlar el comerç de les espècies a l'Índic, idea a la qual D.Francisco de Almeida i els seus capitans s'havien oposat per considerar que no tenien capacitat per mantenir-les. Inicialment D. Manuel I i el Consell del Regne intentaren distribuir el poder des de Lisboa, creant tres àrees de jurisdicció a l'Índic. Albuquerque seguiria amb la missió de prendre Ormuz, Aden i Calicut. El 1509 el noble Diogo Lopes de Sequeira fou equipat amb una flota i enviat al sud-est asiàtic per tal de buscar un acord amb el sultà de Malaca, però fracassà i hagué de tornar a Kochi. A Jorge de Aguiar se li concedí l'àrea compresa entre el cap de Bona Esperança i Gujarat, sent succeït per Duarte de Lemos que partí cap al regne, deixant la flota a Albuquerque.

### Conquesta de Goa, 1510
El gener de 1510, complint les ordres del regne i coneixent de l'absència del zamorin, Afonso de Albuquerque avançà cap a Calicut. Amb tot, hagué de retirar-se després que el mariscal D. Fernando Coutinho, en contra de les instruccions, es va aventurar a l'interior de la ciutat fascinat per la seva riquesa i va patir una embocada. Durant el rescat Albuquerque va rebre una ferida greu i s'hagué de retirar.
Poc després d'aquest intent fallit sobre Calicut, Albuquerque es va afanyar a formar una poderosa flota de vint vaixells i 1200 homes. Informes contemporanis indiquen que volia lluitar contra la flota del Soldanat Mameluc al Mar Roig o tornar a Ormuz, però un corsari hindú al servei de l'Imperi de Vijayanagar anomenat Timoji, l'informà que seria més fàcil lluitar contra ells a Goa, on s'havien refugiat després de la Batalla de Diu, donada la malaltia del sultà Yússuf Adil Shah i la guerra entre els soldanats del Dècan. Així doncs, Albuquerque va atacar per sorpresa Goa, al Sultanat de Bijapur, completant una altra missió per a Portugal, que volia Goa per ser el millor port comercial a la regió.
El primer atac a Goa va tenir lloc entre el 4 març i el 20 de maig de 1510. Després de l'una primera ocupació i veient-se incapaç de mantenir la ciutat per culpa del mal estat de les seves fortificacions, el refredament del suport de la població hindú i la insubordinació entre les seves files després d'un dur atac d'Ismail Adil Shah, Albuquerque va rebutjar un acord de pau amb el sultà i va abandonar la ciutat a l'agost. La seva flota fou dispersada i una revolta al palau de Kochi dificultaven la seva recuperació, per la qual cosa es dirigí a Anjidiv. Els vaixells nous que arribaven a la zona anaven destinats a Malaca, al noble Diogo Mendes de Vasconcelos, a qui se li havia donat el comandament rival a la regió.
Tan sols tres mesos més tard, el 25 de novembre, Albuquerque va reaparèixer de nou a Goa, amb una flota totalment renovada. Diogo Mendes de Vasconcelos fou obligat a acompanyar-lo amb els reforços de Malaca i prop de 300 malabars de Cannanore. En menys d'un dia va prendre possessió de Goa a Ismail Adil Shah i els seus aliats otomans, que es van rendir el 10 de desembre. S'estima que 6.000 dels 9.000 defensors musulmans de la ciutat van morir, ja fos en la ferotge batalla pels carrers o ofegats mentre tractaven d'escapar. Albuquerque recuperà el suport de la població hindú, tot i que es frustraren les expectatives inicials de Timoja, que aspirava a convertir-se en governador. Amb tot, fou nomenat "Aguazil" de la ciutat, com a administrador i representant dels hindús i els musulmans, com a coneixedor dels costums locals. Tot seguit acordà reduir les quotes anuals.
Davant les queixes dels comerciants per l'escassetat de divises, Albuquerque construí la primera seca per encunyar moneda portuguesa fora del regne de Portugal, aprofitant l'oportunitat per anunciar la conquesta territorial. La nova moneda va mantenir el pes, forma i mida de les monedes locals, però representava en una cara la creu i en l'altra una esfera armil·lar que D. Manuel tenia adoptada com a símbol. Es van emetre monedes d'or, plata i bronze i el 1511 es va obrir una nova seca a Malaca.
Malgrat els constants atacs, Goa es va convertir en el centre de l'Índia portuguesa. La conquesta va provocar el respecte dels regnes veïns: el sultà de Gujarat i el zamorin de Calicut van enviar ambaixades, van oferir aliances i concessions i van permetre la construcció de fortaleses.

### Conquesta de Malaca, 1511

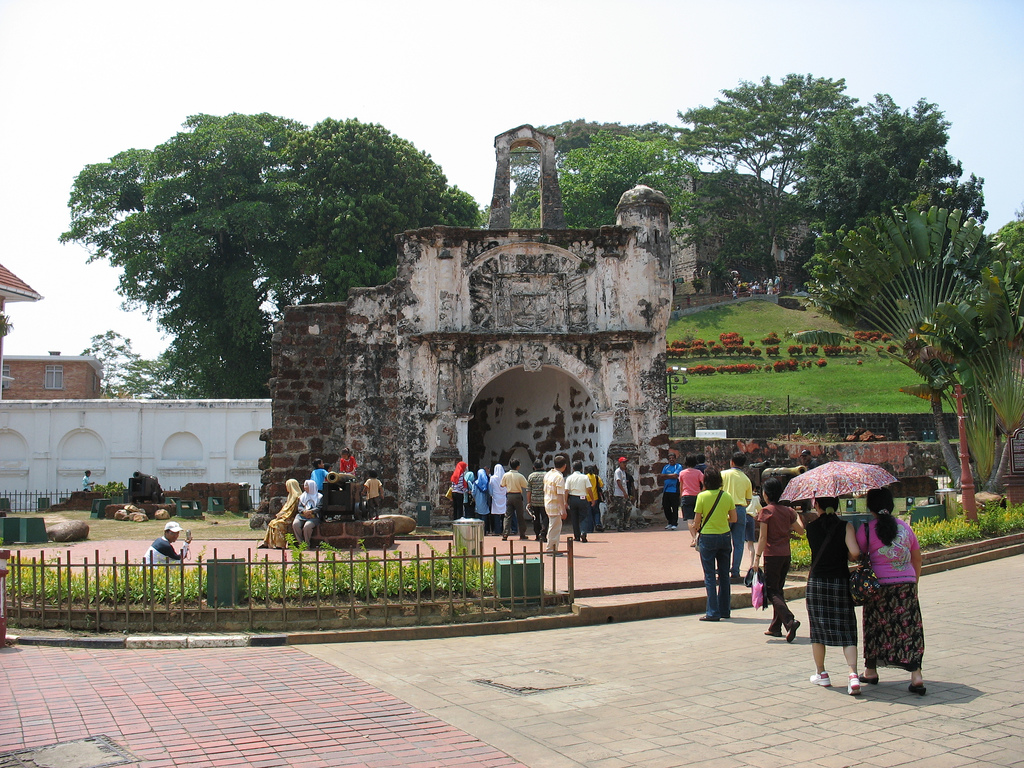
"A Famosa" porta de la fortalesa de Malaca feta construir per Afonso de Albuquerque després de la conquesta.

El febrer de 1511, mitjançant un comerciant hindú anomenat Nina Chatu, Albuquerque rebé una carta de Rui de Araújo, un dels presos portuguesos a Malaca des de 1509, instant a anar-hi amb l'armada més gran possible i explicant com fer-ho. Albuquerque se la mostrà a Diogo Mendes de Vasconcelos, com a argument per fer-hi anar una flota conjunta. L'abril de 1511, després de fortificar Goa, es reuní una tropa formada per 900 portuguesos, 200 mercenaris hindús i divuit vaixells. Desafiant les ordres del regne, i tot i les protestes de Diogo Mendes de Vasconcelos que reclamava per a ell el comandament de l'expedició, salpà cap al sultanat de Malaca preparat per a la conquesta i instant a alliberar els portuguesos. Sota les seves ordres hi havia Fernão de Magalhães, que participà en l'ambaixada fallida de Diogo Lopes de Sequeira el 1509.
Después d'una falsa sortida cap al mar Roig, navegaren cap a l'estret de Malaca. Malaca era la ciutat més rica que els portuguesos intentaven conquerir, i un punt neuràlgic del comerç en què els mercaders malais es trobaven amb mercaders procedents de Gujarat, Xina, Japó, Java, Bengala, Pèrsia i Aràbia, entre d'altres, descrit per Tomé Pires (ca.1465 — ca.1540) com d'una incalculable riquesa. Malgrat la seva riquesa era una ciutat amb moltes construccions de fusta i pocs edificis de maçoneria, defensada per un poderós exèrcit de mercenaris i artilleria estimat en 20.000 homes i més de 2.000 peces d'artilleria. La debilitat més gran de la ciutat era la impopularitat del govern del Sultà Mahmud Shah, que havia afavorit els musulmans en detriment dels altres mercaders.
Albuquerque avançà decidit cap a la ciutat amb els vaixells ornats amb penons i disparant salves de canó. Es declarà senyor de tota la navegació i va exigir al sultà l'alliberament dels portuguesos presos des de 1509, que pagués pels danys causats, alhora que demanava permís per construir una fortalesa. El sultà va alliberar els presoners, però no es va deixar impressionar pel petit contingent portuguès. Albuquerque incendià alguns vaixells i quatre edificis per comprovar la resposta del sultà.
La ciudad estava dividida pel riu Malaca i el pont que unia les dues ribes era un indret estratègic. La matinada del 25 de juliol els portuguesos desembarcaren en una dura lluita en què foren atacats amb fletxes enverinades. Aquell vespre prengueren el pont, esperant la reacció del sultà, però veient que aquesta no arribava van retrocedir cap als vaixells. Llavors van preparar un junc, ofert pels comerciants xinesos, que ompliren d'homes, artilleria i sacs de sorra. Comandat per António de Abreu va navegar riu amunt, aprofitant la marea, fins al pont i l'endemà tot el grup havia desembarcat. Després d'una lluita ferotge en què el sultà es va presentar amb un exèrcit d'elefants de guerra, els defensors es van dispersar i van fugir. Va seguir una setmana de calma en què Albuquerque i els seus homes esperaren la reacció del sultà. Molts comerciants demanaren protecció als portuguesos i aquests els la van assegurar donant-los banderes perquè marquessin les botigues. El 15 d'agost es produí l'atac final a la ciutat, però el sultà i els seus aliats ja havien fugit. En el posterior saqueig a la ciutat es van respectar les botigues marcades amb les banderes.
Albuquerque es quedà a la ciutat, preparant les defenses de la ciutat per si es produïa un contraatac malai, i construint una fortalesa amb les pedres de la mesquita i el cementiri. Tot i els endarreriments provocats per la calor i les malalties es finalitzà el novembre de 1511 i coneguda pel nom de "A Famosa" se'n conserva una porta. Tot seguit Albuquerque feu gravar una pedra amb els noms dels principals participants en la conquesta, però davant el debat sobre l'ordre dels noms la va posar del revés amb una única inscripció: «Lapidem quem reprobaverunt aedificantes» («la làpida que reprovaren els constructors», de la profecia de David, Salms 118:22-23).
A Malaca Albuquerque establí l'administració portuguesa, nomenant Rui de Araújo factor i designant Nina Chatu per substituir l'anterior bendahara, com a representant dels kafir. A més d'ajudar en el govern de la ciutat i en l'encunyació de la moneda, proporcionà els juncs on se seguiren diverses missions diplomàtics. Al mateix temps executà al poderós comerciant javanès Utimuta Raja, a qui havia donat el càrrec de representant de la població javanesa, però que mantingué contactes amb la família reial a l'exili.

### Missions diplomàtiques des de Malaca

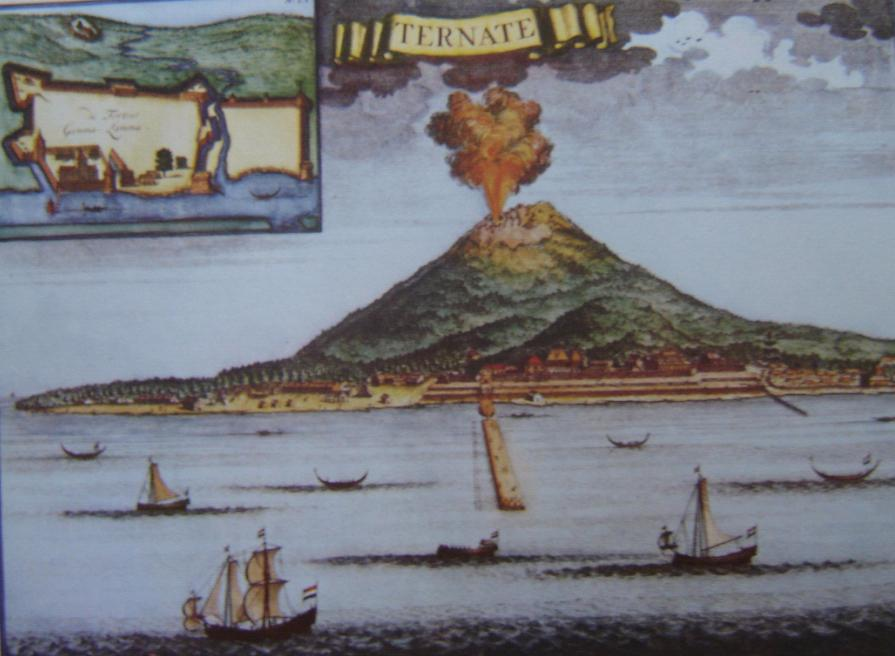
Fortalesa de São João Baptista de Ternate, en el camí cap el Pacífic, construïda després de l'expedició de Francisco Serrão a les Illes Moluques.

#### Missions diplomàtiques a Pegu, Sumatra i Siam, 1511
La major part de comerciants musulmans i del Gujarat havien fugit de la ciutat, per la qual cosa Albuquerque emprengué esforços diplomàtics al sud-est asiàtic, especialment amb els xinesos, amb l'esperança que es fessin ressò de les bones relacions amb els portuguesos. S'enviaren diverses missions comercials i diplomàtiques a regnes continentals: Rui Nunes da Cunha fou enviat a Pegu, des d'on el rei Binyaram envià un emissari a Kochi el 1514, i a Sumatra, on els reis de Kampar i Indragiri acceptaren el nou poder com a estats vassalls de Malaca. Al mateix temps, sabent de les ambicions siameses sobre Malaca, Albuquerque envià immediatament a Duarte Fernandes en missió diplomàtica al regne de Siam, on fou el primer europeu a arribar-hi per establir relacions amistoses amb la cort del rei Ramathibodi II.

#### Expedició a les Illes Moluques, 1512
El novembre d'aquell any, en conèixer l'existència secreta de les illes de les espècies ordenà la partida dels primers vaixells portuguesos cap al sud-est asiàtic, dirigits per homes de confiança com António de Abreu i Francisco Serrão. Foren guiats per mariners malais a través de Java, les illes Petites de la Sonda i l'illa d'Ambon, a les illes Banda, on arribaren a primers de 1512. Allà s'hi van quedar durant gairebé un mes, comprant i omplint els vaixells de nou moscada i Clau d'espècia. La nau de Serrão encallà prop de Ceram i el sultà de Ternate, Abu Lais, veient la possibilitat d'aliar-se amb una poderosa nació estrangera portà els tripulats a terra. A partir d'aquell moment els portuguesos foren autoritzats a construir una fortalesa a l'illa, en el pas cap a l'oceà Pacífic: la fortalesa de São João Baptista de Ternate, construïda el 1522.

#### Expedicions a la Xina, 1513
A principis de 1513, en una missió ordenada per Albuquerque i que va partir de Pegu, a Jorge Álvares se li concedí permís per atracar a l'illa de Lintin, a l'estuari del Riu Perla, al sud de la Xina. Poc després Albuquerque envià Rafael Perestrello al sud de la Xina a la recerca de relacions comercials amb la dinastia Ming. En vaixells procedents de Malaca, Perestrello va viatjar fins a Canton el 1513, i novament el 1515-16 per comerciar amb els xinesos. Aquestes expedicions, juntament, amb les relitzades per Tomé Pire i Fernão Pires de Andrade foren els primers contactes diplomàtics i comercials directes amb la Xina.

### Naufragi delFrol de la mar

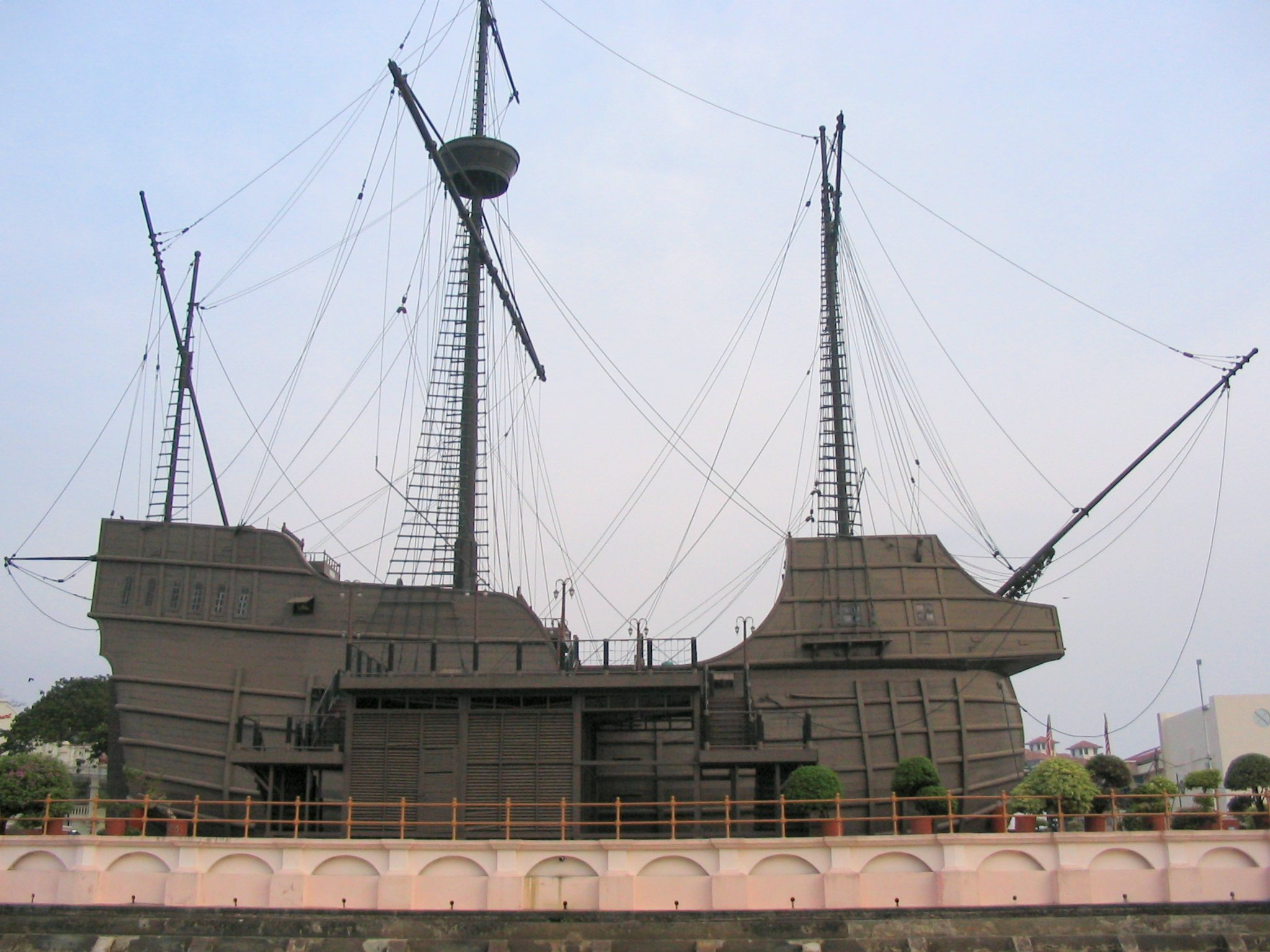
Rèplica del vaixell "Frol de la mar", al Museu Marítim de Malaca

La nit del 20 de novembre de 1511, després de quasi un any d'estada a Malaca, quan estava navegant de tornada cap a l'Índia amb botí aconseguit a Malaca, una tempesta va fer naufragar la vella nau Frol de la mar en què hi anava Albuquerque. Aquest vaixell havia servit per donar suport en la conquesta de Malaca i tot i que es considerava que no estava en les millors condicions es va emprar per transportar el tresor acumulat durant la conquesta, per la seva gran capacitat. El naufragi causà nombroses víctimes, i Albuquerque se salvà per poc. En el naufragi es perdé un valuós botí de la conquesta de Malaca, regals del rei de Siam pel rei de Portugal i tota la seva fortuna.
Albuquerque va anar de Malaca a Kochi, però no navegà fins a Goa perquè hi havia una gran revolta encapçalada per les forces d'Ismael Adil Shah, sultà de Bijapur, comandades per Rasul Khan amb l'ajuda d'alguns dels seus compatriotes. Quan marxà cap a Malaca els portuguesos que s'oposaven a la presa de Goa havien renunciat a la seva possessió, fins i tot per escrit al rei. Impossibilitat de navegar per culpa del monsó i amb poques forces disponibles, va haver d'esperar a l'arribada de flotes de reforç encapçalades pel seu nebot D. García de Noronha i Jorge Pereira de Mello.
El 10 de setembre de 1512 finalment Albuquerque salpà de Kochi cap a Goa amb catorze vaixells en què hi anaven 1.700 soldats. Determinat a recuperar la fortalesa va ordenar cavar trinxeres i enderrocar part de la muralla, però el matí de l'atac final Rasul Khan es rendí. Albuquerque exigí la devolució de la fortalesa amb tota l'artilleria, municions i cavalls, i que els desertors fossin entregats. Rasul Khan acceptà, a condició que se li perdonessin les vides, abandonant Goa. Albuquerque complí la paraula, però els castigà mutilant-los. Després d'aquestes mesures la ciutat es convertí en la més important colònia portuguesa a l'Índia.

### Retorn al mar Roig, 1513
El desembre de 1512 havia arribat a Goa Mateus, un ambaixador d'Etiòpia, que havia estat enviat per la reina regent Helena d'Etiòpia, després de l'arribada dels enviats de Tristão da Cunha el 1507. La intenció era aconseguir una coalició per contrarestar el creixent poder otomà a la regió. Tot i la desconfiança d'alguns, que el consideraven un impostor o un espia musulmà, Albuquerque el rebé amb honres i immediatament avisà al rei, que a la vegada informà de l'arribada al Papa Lleó X el 1513. Vist com l'esperat contacte amb el llegendari Preste Joan i amb Pêro da Covilhã, Mateus fou enviat per Albuquerque a Portugal.
El febrer de 1513, mentre Mateus estava a Portugal, Albuquerque salpà cap al mar Roig amb una flota de 1.000 portuguesos i 400 malabars amb la missió de garantir el domini del mar per Portugal. La desèrtica illa de Socotra es revelà ineficaç per controlar l'entrada al mar Roig i fou abandonada. La suggerència d'Albuquerque que Massawa podia ser una bona opció pogué estar influïda pels contactes amb Mateus.
Sabent que mamelucs estaven preparant una segona flota a la ciutat de Suez, va voler avançar abans que arribessin els reforços procedents d'Aden, assetjant la ciutat. Aden era una ciutat fortificada, i tot i tenir escales d'assalt van fallar. Després de mig dia de ferotge batalla Albuquerque es va veure obligat a retirar-se. Tot seguit superaren l'estret de Bab al-Màndeb per ser la primera flota europea en endinsar-se al mar Roig. Albuquerque va intentar arribar a Jeddah, però en ser el vent desfavorable s'hagueren de refugiar a l'illa de Kamaran, fins que la malaltia i la manca d'aigua dolça els obligaren a retirar-se. L'agost de 1513, després d'un segon intent per arribar a Aden, van tornar a l'Índia sense resultats substancials. Per tal de destruir el poder d'Egipte, Albuquerque considerà la idea de desviar el curs del riu Nil per assecar tot el país. Entre les intencions més reveladores del seu temperament destaca la intenció de segrestar el cos del profeta Mahoma fins que tots els musulmans abandonessin Terra Santa.

### Administració i diplomàcia a Goa (1514)

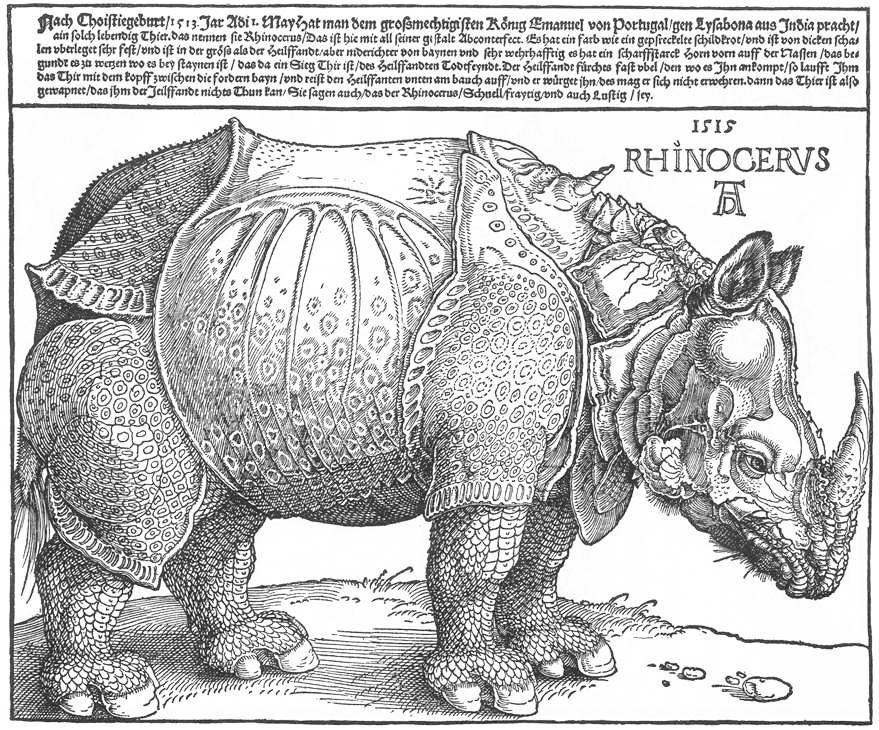
El "Rinoceront de Dürer" (xilografia de 1515).

El 1514, a l'Índia, Afonso de Albuquerque es va dedicar a l'administració i a la diplomàcia, per tancar una pau amb Calicut, per rebre ambaixades i per consolidar i embellir Goa, estimulant els casaments amb la gent local. En aquesta època pocs portuguesos arribaven a l'Índic i, des de 1511 el govern portuguès incentiva els casaments mixtos, una política definida per Albuquerque. Per promoure la unió el rei de Portugal atribuïa l'estatut d'home lliure l'exempció del pagament d'impostos a la Corona als llavors coneguts com a «casados», que s'aventuraven a establir-se a l'exterior. Amb el suport d'Albuquerque, i malgrat una gran oposició, els casaments mixtos van augmentar. Freqüentment va nomenar indis per a càrrecs de l'administració portuguesa i no interferí en les tradicions, amb l'excepció del "sati", la immolació de les vídues, que va prohibir.
Aquell mateix any Albuquerque va enviar ambaixadors al sultà Muzafar II de Cambay, a l'actual Gujarat, demanant autorització per construir una fortalesa a Diu. La missió va tornar sense un acord, tot i que intercanviaren presents diplomàtics, entre ells un rinoceront de l'Índia.
Alburquerque va decidir de reexpedir el regal, conegut en gujarati pel nom de genda i al seu cuidador indi, anomenat Ocem, al rei Manuel I de Portugal al Nossa Senhora dona Ajuda, que va partir de Goa el gener de 1515, que al seu torn el va enviar com a present al papa Lleó X, en una sumptuosa expedició liderada per Tristão da Cunha, però va morir en naufragar el vaixell que el transportava vora la costa d'Itàlia, a començaments de 1516. No es tornaria a veure un rinoceront viu a Europa fins a l'arribada d'un segon exemplar de l'Índia a la cort espanyola de Felip II prop de 1579. Basant-se en una descripció escrita i un breu esbós, el pintor alemany Albrecht Dürer va crear el famós Rinoceront de Dürer sense haver vist mai el rinoceront real, el primer exemplar viu vist a Europa des dels temps de l'Imperi Romà.

### Conquesta d'Ormuz i darrers dies (1515)
El 1513, després de tornar del mar Roig i una vegada a Cannanore, Albuquerque fou visitat per un ambaixador del xa Ismaïl I de Pèrsia, que havia enviat ambaixadors a Gujarat, Ormuz i Bijapur. L'ambaixador enviat a Bijapur visità Albuquerque convidant-lo a enviar un representant a Pèrsia. L'enviat fou Miguel Ferreira, el qual a través d'Ormuz arribà a Tabriz, on mantingué diverses converses amb el xa sobre com derrotar el sultà mameluc. Havent tornat amb rics regals i un ambaixador, el març de 1515 foren rebuts per Albuquerque a Ormuz, on havia anat a recuperar el seu domini, impulsat per les ofertes del xa. Ormuz es rendí sense resistència, mantenint-se com un estat vassall portuguès fins al 1622. A Ormuz acabà la construcció de la fortalesa el 1515, invertint en esforços diplomàtics per aconseguir el control dels punts estratègics que permetessin el control marítim i el monopoli comercial amb l'Índia.
Albuquerque, cada vegada més malalt, va decidir tornar cap a casa, però no pogué sobreviure al viatge. Abans de morir però, es creuà amb el vaixell que duia el seu substitut, el seu enemic personal Lopo Soares de Albergaria, líder del grup que s'oposà a ell quan hi hagué la substitució del virrei. Finalment moriria el 16 de desembre de 1515. Fou enterrat a l'església de «Nossa Senhora da Serra en Goa», que manà construir el 1513.

## Llegat
El rei D. Manuel I de Portugal, reconeixent massa tard la seva fidelitat, procurà reparar la injustícia amb què fou tractat omplint d'honors al seu fill natural Brás de Albuquerque (1500—80), complint així la darrera petició d'Afonso de Albuquerque.
Afonso de Albuquerque va ser un escriptor prolífic, havent escrit nombroses cartes al rei amb informes de tota classe d'assumptes durant el seu govern. El 1557, el seu fill va publicar una col·lecció de les seves cartes sota el títol Commentarios do Grande Affonso d'Alboquerque. El 1576 fou revisat i reeditat.
El 1572 les fites d'Albuquerque foren celebrades per Luís Vaz de Camões a Os Lusíadas (Cant X, estrofa 40 a 49).